# NGC 6990
NGC 6990 ist eine Spiralgalaxie vom Hubble-Typ Sa im Sternbild Indianer am Südsternhimmel. Sie ist schätzungsweise 426 Millionen Lichtjahre von der Milchstraße entfernt.
Das Objekt wurde am 9. Juli 1834 von dem Astronomen John Herschel mit einem 48-cm-Teleskop entdeckt.